# Бакли, Джеймс Фредерик
Джеймс Фредерик Бакли (англ. James Frederick Buchli; род. 1945) — американский инженер и астронавт НАСА. Участник 4-х полётов на Спейс шаттл — STS-51-C, STS-61-A, STS-29 и STS-48.

## Образование и членства
В 1963 году закончил Центральную среднюю школу, в Фарго (Северная Дакота), в 1967 году получил степень бакалавра наук в области Авиационного машиностроения в Военно-морской академии США. В 1975 году получил степень магистра естественных наук в области Систем Авиационного машиностроения в университете Западной Флориды.
Ассоциированный член Выпускников Военно-морской академии США, Американского легиона, Ассоциации Исследователей космоса и Американского Геофизического Союза.

## Военная карьера
- 1967 год — после окончания Военно-морской академии США в Аннаполисе, в Мэриленде, Бакли продолжил обучение в Корпусе морской пехоты Соединённых Штатов.
- После окончания Основного Курса в «Корпусе» и был послан в республику Южный Вьетнам для однолетней стажировки, где он служил командиром взвода в 9-м Морском Полку, и затем — командир роты в 3-м Батальоне разведки.
- в 1969 году — он возвратился в Соединённые Штаты для обучения на военно-морского офицера-летчика на Военно-морском Аэродроме в Пенсаколе, Флорида. После обучения на пилота, он был распределен и провел следующие 2 года, в эскадрильи «VMFA-122» на аэродроме Корпуса морской пехоты на Канехе, Гавайи и на аэродроме Корпуса морской пехоты в Ивакуни, Япония.
- В 1973 году он продолжил службу в «VMFA-115» Королевской Тайской Авиабазе в Нам Фонге в Таиланде, затем снова в «MCAS», в Ивакуни. После завершения этой стажировки он снова возвратился в Соединённые Штаты и участвовал в Морской Программе получения Ученой степени в Университете Западной Флориды. Впоследствии его направили на «VMFA-312» на Аэродром Корпуса морской пехоты в Бьюфорт, Южная Каролина.
- в 1977 году, поступил в Военно-морскую Школу Летчика-испытателя Соединённых Штатов при Военно-морском Аэродроме в Патюксан, Мэриленд.

Имеет более чем 4 200 часов налета: в том числе — 4 000 часов на реактивных самолётах, включая бой на F-4 Фантоме II.

## Карьера в НАСА
Бакли стал кандидатом в астронавты NASA в августе 1979 года, отобранный как дополнение к 8-му набору астронавтов. Он был членом команды поддержки при подготовке полётов STS-1 и STS-2, и отвечал за связь во время полёта STS-2. Ветеран четырёх космических полётов, Бакли сделал 319 витков вокруг Земли, пролетел 7,74 миллиона миль за 20 дней, 10 часов, 25 минут и 32 секунды. Он был специалистом по программе полёта на STS-51-C, STS-61-A, STS-29 и STS-48. С марта 1989 года до мая 1992 года он также работал Заместителем начальника Офиса Астронавтов. 1 сентября 1992 года Бакли уволился из Корпуса морской пехоты и Офиса Астронавтов NASA, чтобы стать менеджером Операций по системам Космической станции в Группе «военный космос» Боинга в Хантсвилле, Алабама. В апреле 1993 года его повторно назначили в качестве Представителя Боинга по Операциям с Полезной нагрузкой, в Программе Космическая станция «Фридом». В настоящее время Бакли работает менеджером по Операциям и Использованию Космической станции, в Группе «военный космос» Боинга, в Хьюстоне, Техас.

## Космические полёты
- STS-51-C — управлял стартом Шаттла «Дискавери», это была первая специальная миссия Министерства обороны США. Стартовал 24 января 1985 года, из Космического центра Кеннеди, STS-51-C выполнил свою миссию по выводу на орбиту из грузового отсека Шаттла модифицированного транспортного средства — Разгонного блока (инерциального) (IUS). Приземление произошло 27 января 1985 года, на орбите провел чуть больше трех дней, 73 часа, 33 минуты и 27 секунд.
- STS-61-A, шаттл Челленджер стартовал 30 октября 1985 года и приземлился 6 ноября. Шаттл выполнял западногерманский заказ D-1 в рамках программы Спейслэб. Это был первый старт с командой в восемь членов экипажа, самый многочисленный экипаж, и первый полёт, в котором полезным грузом управляли из-за пределов Соединённых Штатов. Было проведено более чем 75 научных экспериментов в областях — физиология, обработка материалов, биология и навигации. Продолжительность миссии составила 168 часов, 44 минуты и 51 секунду.
- STS-29, управлял полётом «Дискавери» с 13 марта 1989 года по 18 марта, это был пятидневная миссия, в ходе которой в первый день полёта команда вывела на орбиту Спутник связи и передачи данных (TDRS) и выполнила многочисленные другие эксперименты, включая эксперимент с трубой космической станции, как с «тепловым с радиатором», два студенческих эксперимента, эксперимент роста кристалла белка и хромосомы, и эксперимент по делению растительной клетки. Кроме того, команда сделала 3 000 фотографий Земли, используя несколько типов камер, включая 70-миллиметровую кинокамеру IMAX. Полёт продолжался в течение 119 часов, 39 минут и 40-секунд.
- STS-48, летал на «Дискавери» с 12 сентября по 18 сентября 1991 года, это была пятидневная миссия, во время которой команда «Дискавери» вывела на орбиту 6,5 тонный спутник Upper Atmosphere Research Satellite UARS), разработанный, чтобы предоставить ученым возможность исследований и сбора данных в области химии верхних слоев атмосферы, ветрах и энергетических зарядах. Команда также провела другие многочисленные эксперименты по изучению роста кристаллов белка, а также изучению поведения жидкостей и изменение их структуры в невесомости. Продолжительность миссии составила 128 часов, 27 минут и 34 секунды.

## Галерея
- STS-51-C - Вывод разгонного блока.
- STS-61-A - Спейслэб.
- STS-29 - Вывод спутника.
- STS-48 - Спутник UARS в грузовом отсеке.

## Награды и премии
- Медаль «За отличную службу» (США).
- Орден «Легион почёта».
- Медаль «Пурпурное сердце».
- Медаль «За похвальную службу».
- Медаль .
- Крест «За храбрость» (Южный Вьетнам).
- 4 медали НАСА «За космический полёт».
- Медаль НАСА «За выдающиеся заслуги».
- Медаль НАСА «За исключительные достижения».

## Семья
Жена — Джейн Оливер (Jean Oliver), у них двое детей. Увлечения Бакли — катание на лыжах, подводное плавание, охота и рыбалка.